# Hans Furler
Hans Furler (Lahr/Schwarzwald, 5 giugno 1904 – Achern, 29 giugno 1975) è stato un avvocato e politico tedesco.
Membro della CDU, è stato presidente del Parlamento europeo due volte: dal 1956 al 1958 e dal 1960 al 1962.